# Crusade in Europe
Crusade in Europe est un jeu vidéo de type wargame créé par Sid Meier et Ed Bever et publié par MicroProse en 1985 sur Apple II, Atari 8-bit, Commodore 64 et IBM PC. Le jeu est le premier volet de la série de wargames Command de MicroProse avant Decision in the Desert (1985) et Conflict in Vietnam (1986). Il se déroule pendant la Seconde Guerre mondiale et simule l’offensive des Alliés en Europe de l’Ouest entre juin et octobre 1944. Il propose cinq scénarios qui retracent respectivement le débarquement en Normandie, l’avancée jusqu’à la frontière Allemande, l’opération Market Garden, la bataille des Ardennes et la totalité de la campagne, entre juin et octobre. Chaque scénario propose différentes variantes, que ce soit sur la période couverte ou le déploiement initial des troupes. Il est basé sur un moteur de jeu en temps réel. L’action se déroule donc en continu, sans être interrompue par des tours ou des phases de jeu, et le joueur peut à tout moment donner des ordres à ses troupes,.

## Système de jeu
Crusade in Europe est un wargame qui simule, au niveau opérationnel, l’offensive des Alliés en Europe de l’Ouest pendant la Seconde Guerre mondiale. Le jeu propose cinq scénarios qui retracent respectivement la bataille de Normandie, l’avancée jusqu’à la frontière Allemande, l’opération Market Garden, la bataille des Ardennes et la totalité de la campagne, entre juin et octobre 1944. Chaque scénario propose plusieurs variantes, pour un total de quarante variantes, qui modifient par exemple la durée du scénario ou le déploiement initial des troupes. Dans chaque scénario, le joueur peut affronter l’ordinateur ou un autre joueur. L’ordinateur peut jouer n’importe lequel des deux camps et il est possible de changer de camp au milieu d’une partie. Les scénarios se déroulent en temps réel plutôt qu’au tour par tour. L’action est ainsi continue et n’est pas interrompue par des tours ou des phases de jeu. Le joueur peut donc à tout moment donner des ordres à ses unités, à l’aide du joystick ou du clavier. Chaque unité possède un certain degré d’autonomie qui lui permet par exemple de choisir la formation à adopter et la route à parcourir pour atteindre la destination choisie par le joueur. Le joueur peut même autoriser ses unités à choisir la meilleure zone à défendre ou la meilleure cible.  Chaque scénario prend place sur une carte stratégique, représentant la totalité du champ de bataille. Seule une portion de celle-ci est affichée à l’écran et le joueur peut la faire défiler pour en visualiser les autres portions. 

## Développement et publication
Crusade in Europe est le deuxième wargame développé par MicroProse après NATO Commander (1983). Son moteur de jeu est programmé par Sid Meier alors qu’Ed Bever se charge des recherches historiques, de la conception des scénarios et de la rédaction de la documentation. Son objectif est de concevoir une simulation aussi réaliste que possible et de faire que chaque scénario soit aussi difficile et divertissant qu’un jeu à part entière. Le jeu utilise le nombre de soldat ou de char d’assaut des unités comme valeur de base de sa capacité de combat, qui est ensuite ajusté en fonction de l’entrainement et de l’expérience de l’unité. Crusade in Europe est publié par MicroProse en 1985 sur Commodore 64 avant d’être porté sur Apple II, Atari 8-bit et IBM PC,,.

## Postérité
Crusade in Europe est le premier volet d'une série de trois wargames — la série Command — développés par Sid Meier et Ed Bever en s’appuyant sur le même moteur de jeu et publiés par MicroProse. Il est ainsi suivi de Decision in the Desert (1985) et Conflict in Vietnam (1986). Le premier transpose son système de jeu en Afrique du Nord pendant la Seconde Guerre mondiale et simule notamment l’opération Crusader, la première bataille d'El Alamein et seconde bataille d'El Alamein. Le second se déroule au Viêt Nam entre 1954 et 1972 et retrace des événements de la guerre d'Indochine et de la guerre du Viêt Nam dont notamment la bataille de Diên Biên Phu, la bataille de Ia Drang et la bataille de Khe Sanh.